# Salix jishiensis
Salix jishiensis là một loài thực vật có hoa trong họ Liễu. Loài này được C.F. Fang & J.Q. Wang miêu tả khoa học đầu tiên năm 1981.